# Maratus mungaich
Maratus mungaich là một loài nhện trong họ Salticidae.
Loài này thuộc chi Maratus. Maratus mungaich được Waldock miêu tả năm 1995.